# Olaf Scholz
Olaf Scholz (pronunciado /ˈoːlaf ˈʃɔlts/ (escucharⓘ)) (Osnabrück, Baja Sajonia, Alemania Occidental, 14 de junio de 1958) es un político alemán que se desempeñó como canciller federal de Alemania desde 2021 hasta 2025. Pertenece al Partido Socialdemócrata de Alemania (SPD). Anteriormente se desempeñó como primer alcalde de Hamburgo entre 2011 y 2018, además de fungir como vicepresidente del SPD entre 2009 y 2019.
Miembro del Bundestag de 1998 a 2011, Scholz fue miembro del Gobierno de Hamburgo bajo el primer alcalde Ortwin Runde en 2001, antes de su elección como secretario general del SPD en 2002, durante el mandato del líder y canciller del SPD, Gerhard Schröder. Después de dimitir como secretario general en 2004, se convirtió en el jefe whip de su partido en el Bundestag, y luego ingresó al primer gabinete de Merkel en 2007 como ministro de Trabajo y Asuntos Sociales. Después de que el SPD dejó el gobierno tras las elecciones de 2009, Scholz volvió a dirigir el SPD en Hamburgo y también fue elegido vicepresidente del SPD. Llevó a su partido a la victoria en las elecciones de 2011, convirtiéndose en primer alcalde, ocupando ese cargo hasta 2018.
Después de que el SPD ingresara al Cuarto Gabinete Merkel en 2018, Scholz fue nombrado ministro de Finanzas y vicecanciller de Alemania. En 2019, Scholz se postuló en una dupla con la exparlamentaria del estado de Brandeburgo, Klara Geywitz, para el liderazgo dual recién introducido del SPD. A pesar de obtener la mayor cantidad de votos en la primera ronda, la pareja perdió con el 45 % de los votos en la segunda vuelta ante los ganadores Norbert Walter-Borjans y Saskia Esken. Posteriormente, renunció a su cargo como vicepresidente.
El 10 de agosto de 2020, el ejecutivo del SPD acordó que nominaría a Scholz para ser el candidato del partido a la cancillería de Alemania en las elecciones federales de 2021. El partido fue el primero en escaños en el Bundestag y formó la llamada “coalición de semáforo” con Los Verdes (centroizquierda y ecologista) y el FDP (liberales). El 8 de diciembre de 2021, Scholz fue elegido y juró como nuevo canciller en el Bundestag. Sin embargo, casi al iniciarse su gobierno la invasión rusa de Ucrania de 2022 rompió todas las previsiones. Hasta ahora, a pesar de haber tenido una respuesta mucho más moderada y cautelosa que la de otros países occidentales respecto a Rusia, algunas de sus medidas han sido aumentar el presupuesto de defensa de Alemania, enviar armas a Ucrania y detener la aprobación del gaseoducto Nord Stream 2.
El 6 de noviembre de 2024, su mayoría en el Gobierno se derrumbó cuando despidió a Christian Lindner del puesto de ministro federal de Finanzas y rompió el acuerdo de coalición. El 16 de diciembre, Scholz perdió una moción de censura y se celebraron elecciones anticipadas el 23 de febrero de 2025.

## Primeros años y educación
Scholz nació el 14 de junio de 1958 en Osnabrück, Baja Sajonia, pero se crio en el distrito Rahlstedt de Hamburgo. Sus padres trabajaban en la industria textil. Tiene dos hermanos menores, Jens Scholz, anestesiólogo y director ejecutivo del Centro médico universitario de Schleswig Holstein, e Ingo Scholz, emprendedor tecnológico. Olaf Scholz asistió a la escuela primaria Bekassinenau en Oldenfelde pero luego se cambió a la escuela primaria Großlohering en Großlohe. Después de graduarse de la escuela secundaria en 1977, comenzó a estudiar Derecho en la Universidad de Hamburgo en 1978 como parte de un curso de formación jurídica de una sola etapa. Posteriormente encontró empleo como abogado especializado en derecho laboral. Scholz se unió al Partido Socialdemócrata a la edad de diecisiete años.
La familia de Scholz es tradicionalmente luterana y él fue bautizado en la Iglesia evangélica en Alemania; tiene opiniones en gran parte seculares y dejó la Iglesia en la edad adulta, pero ha pedido que se aprecie la herencia y la cultura cristianas del país.

## Carrera política
Exvicepresidente de la Unión Internacional de Juventudes Socialistas, Scholz se convirtió por primera vez en miembro del Bundestag a los cuarenta años después de las elecciones federales de 1998, representando a Hamburgo-Altona y ocupando el escaño hasta que renunció el 30 de mayo de 2001 para asumir el cargo de senador de Interior de Hamburgo, bajo el primer alcalde Ortwin Runde. Durante su breve tiempo como senador, aprobó de manera controvertida el uso forzado de vomitivos para reunir pruebas de presuntos traficantes de drogas, que habían tragado drogas. La Cámara Médica de Hamburgo expresó su desaprobación de esta práctica debido a los posibles riesgos para la salud. Dejó el cargo en octubre de 2001, pese a ganar su partido las elecciones estatales de Hamburgo de 2001. (Se formó una coalición conservadora de los cristianodemócratas de la CDU, los liberales del FDP y el partido populista Offensive.) Un año más tarde, volvió a ser elegido miembro del Bundestag en las elecciones federales alemanas de 2002.
De 2002 a 2004, Scholz fue secretario general del SPD; renunció a ese cargo cuando el líder del partido y canciller Gerhard Schröder, enfrentando el descontento dentro de su propio partido y obstaculizado por índices de aprobación pública persistentemente bajos, anunció que dimitiría como líder del Partido Socialdemócrata.
Scholz fue presidente del SPD en el comité de investigación que en 2005 investigaba el asunto de los visados. Después de las elecciones federales de ese año hasta 2007, fue primer secretario parlamentario del grupo del SPD en el Bundestag, convirtiéndose en el jefe whip del Partido Socialdemócrata. En este cargo, trabajó en estrecha colaboración con el jefe whip de la CDU, Norbert Röttgen, para gestionar y defender la gran coalición liderada por la canciller Angela Merkel en el Bundestag. También fue miembro del Panel de Supervisión Parlamentaria (Parlamentarisches Kontrollgremium), que proporciona supervisión parlamentaria de los servicios de inteligencia alemanes a nivel federal (el Bundesnachrichtendienst [BND], el Militärischer Abschirmdienst [MAD] y la Oficina Federal para la Protección de la Constitución [BfV]). Además, fue miembro del Richterwahlausschuss, el comité de miembros del Parlamento federal y ministros de Justicia de los Länder que junto con el ministro federal de Justicia son los encargados de nombrar a los jueces de los Tribunales Superiores de Justicia, a saber, el Tribunal Federal de Justicia (BGH), el Tribunal Administrativo Federal (BVerwG), el Tribunal Fiscal Federal (BFH), el Tribunal Federal de Trabajo (BAG) y el Tribunal Social Federal (BSG).
En 2007, Scholz se unió al gabinete de Merkel, sucediendo a Franz Müntefering como ministro de Trabajo y Asuntos Sociales.
De noviembre de 2009 a febrero de 2018 fue vicepresidente del SPD, junto con Klaus Wowereit, Hannelore Kraft y Manuela Schwesig. Asumió el cargo tras las elecciones federales de 2009, cuando el SPD abandonó el gobierno, en sustitución de Frank-Walter Steinmeier. Entre 2009 y 2011, también fue miembro del Grupo de Trabajo Afganistán/Pakistán del grupo parlamentario del SPD. En 2010, participó en el Bilderberg Meeting anual en Sitges (España).

### Primer Alcalde de Hamburgo
En 2011, Scholz fue el principal candidato del SPD en las elecciones estatales de Hamburgo, que el SPD ganó con el 48,4 % de los votos, obteniendo 62 de los 121 escaños del Parlamento de Hamburgo. Scholz dimitió como miembro del Bundestag el 11 de marzo de 2011, días después de su elección formal como primer alcalde de Hamburgo; Dorothee Stapelfeldt, también socialdemócrata, fue nombrada segunda alcaldesa.
En su calidad de primer alcalde, Scholz representó a Hamburgo y Alemania a nivel internacional. El 7 de junio de 2011, Scholz asistió a la cena de Estado ofrecida por el presidente Barack Obama en honor a la canciller Angela Merkel en la Casa Blanca. Como anfitrión del banquete anual del Día de San Matías en Hamburgo para los líderes cívicos y empresariales de la ciudad, invitó a varios invitados de honor de alto rango a la ciudad, incluido al primer ministro Jean-Marc Ayrault de Francia (2013), el primer ministro David Cameron del Reino Unido (2016) y el primer ministro Justin Trudeau de Canadá (2017). Desde 2015 hasta 2018, también fue comisionado de Asuntos Culturales de la República Federal de Alemania en virtud del Tratado del Elíseo entre Francia y Alemania.
En 2013, Scholz se opuso a una iniciativa pública que apuntaba a una recompra completa de las redes de energía que la ciudad de Hamburgo había vendido a las empresas de servicios públicos Vattenfall Europe AG y E.ON décadas antes; argumentó que esto sobrecargaría a la ciudad, cuya deuda ascendía a más de 20 mil millones de euros en ese momento.
Se le pidió a Scholz que participara en conversaciones exploratorias entre los partidos CDU/CSU y SPD para formar un gobierno de coalición después de las elecciones federales de 2013. En las negociaciones posteriores, encabezó la delegación del SPD en el grupo de trabajo de política financiera; su copresidente de la CDU/CSU fue el ministro de Finanzas, Wolfgang Schäuble. Junto a los socialdemócratas Jörg Asmussen y Thomas Oppermann, los medios de comunicación sindicaron a Scholz como un posible sucesor de Schäuble en el cargo de ministro de Finanzas en ese momento; mientras Schäuble permaneció en el cargo, las conversaciones para formar una coalición fueron finalmente un éxito. En un documento compilado a finales de 2014, Scholz y Schäuble propusieron redirigir los ingresos del llamado recargo solidario al impuesto sobre la renta y las sociedades (Solidaritätszuschlag) para subsidiar los pagos de intereses de los estados federales.
Bajo el liderazgo de Scholz, los socialdemócratas ganaron las elecciones estatales de Hamburgo de 2015, recibiendo el 45,6 % de los votos y 58 de los 121 escaños del Parlamento de Hamburgo. Su gobierno de coalición con Los Verdes, con la líder verde Katharina Fegebank como segunda alcaldesa, prestó juramento el 15 de abril de 2015.
En 2015, Scholz lideró la candidatura de Hamburgo para albergar los Juegos Olímpicos de Verano de 2024 con un presupuesto estimado de 11 200 millones de euros (12 600 millones de dólares), compitiendo contra Los Ángeles, París, Roma y Budapest; sin embargo, los ciudadanos de Hamburgo rechazaron posteriormente la candidatura de la ciudad en un referéndum, y más de la mitad votó en contra del proyecto. Más tarde ese año, Scholz, junto con el ministro-presidente Torsten Albig de Schleswig-Holstein, negoció un acuerdo de reestructuración de deuda con la Comisión Europea que permitió al prestamista regional alemán HSH Nordbank deshacerse de 6200 millones de euros en activos en problemas, principalmente préstamos para buques en mora, a los propietarios mayoritarios del gobierno y evitar el cierre, ahorrando alrededor de 2500 puestos de trabajo.

### Cuarto Gabinete de Merkel: Vicecanciller y Ministro de Finanzas

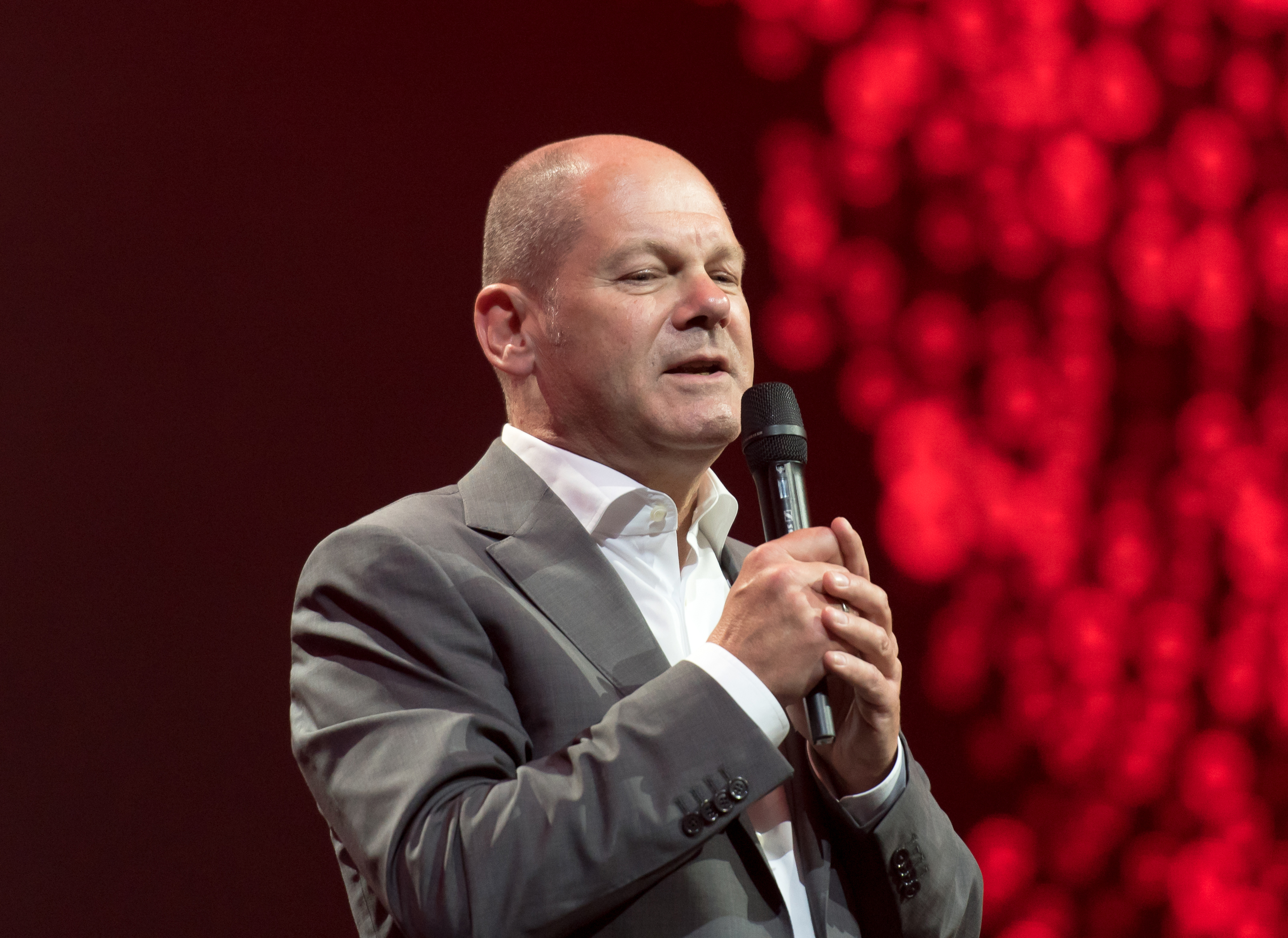
Scholz hablando en el Global Citizen Festival de 2017 en Hamburgo.

Después de las elecciones federales de 2017, Scholz criticó públicamente la estrategia y el mensaje del líder del partido, Martin Schulz, y publicó un documento titulado «¡Sin excusas! ¡Responde nuevas preguntas para el futuro! ¡Principios claros!». Con sus propuestas para reformar el partido, se interpretó ampliamente que se posicionaba como un potencial retador o sucesor de Schulz dentro del SPD. En las semanas posteriores a que su partido comenzara a sopesar el regreso al gobierno, Scholz instó a un compromiso y fue uno de los miembros del SPD más inclinado hacia otra gran coalición.
El 14 de marzo de 2018 tras un largo período de formación de gobierno —luego de las elecciones federales—, durante el cual la CDU/CSU y el SPD acordaron continuar la coalición del Tercer Gabinete Merkel, Scholz asumió como vicecanciller de Alemania y ministro federal de Finanzas en el Cuarto Gabinete Merkel. En el transcurso de sus primeros meses en el cargo, Scholz se convirtió en uno de los políticos más populares de Alemania, alcanzando un índice de aprobación del 46 % en la primavera de 2018.
Durante su mandato, Scholz se comprometió continuamente con el objetivo de no tener nuevas deudas y buscar un gasto público limitado. En 2018, sugirió la creación de un sistema de seguro de desempleo a nivel de la Unión Europea con el objetivo de hacer que la eurozona fuese más resistente a las crisis económicas. También se mostró favorable a la introducción de un impuesto a las transacciones financieras. Además, junto con el gobierno de Francia, Scholz impulsó los esfuerzos para introducir un impuesto mínimo corporativo global y nuevas reglas fiscales para los gigantes tecnológicos.
Entre tanto, Scholz fue candidato a la presidencia del SPD en tándem con Klara Geywitz para la elección de 2019. Contra pronóstico, fueron derrotados por la candidatura de Norbert Walter-Borjans y Saskia Esken, que lograron un 53 % de los votos de la militancia, apoyados por el ala izquierdista del partido, frente al 45 % de Scholz y Geywitz.
En respuesta a la pandemia de COVID-19 en Alemania, Scholz elaboró una serie de paquetes de rescate sin precedentes para la economía del país, incluido un paquete de estímulo de 130 mil millones de euros en junio de 2020, que gracias a generosos salvavidas para empresas y autónomos, así como una decisión de mantener las fábricas abiertas, logró evitar despidos masivos y capear la crisis mejor que vecinos como Italia y Francia. Scholz también supervisó la implementación de Next Generation EU, el fondo de recuperación de 750 mil millones de euros de la UE para apoyar a los Estados miembros afectados por la pandemia, incluida la decisión de gastar el 90 % de los 28 mil millones de euros para Alemania en protección climática y digitalización.
A partir de 2020, el Ministerio de Finanzas fue uno de los sujetos de la investigación parlamentaria sobre el llamado escándalo Wirecard, en cuyo proceso Scholz negó toda responsabilidad. No obstante, en su condición de ministro, Scholz reemplazó al presidente del regulador BaFin, Felix Hufeld, y prometió fortalecer la supervisión del mercado financiero.

### Cancillería
El 10 de agosto de 2020, la cúpula del SPD nominó a Scholz como candidato a canciller de Alemania para las elecciones federales de 2021.
En el período previo a las elecciones federales, Scholz había indicado que se oponía a entrar en un gobierno de coalición con el partido socialista populista Die Linke, pero estaba a favor de la cooperación con Alianza 90/Los Verdes.

#### Formación de gobierno
En la noche de las elecciones, el líder del SPD, Scholz, reiteró su objetivo de formar un gobierno, citando el hecho de que su partido emergió como el más grande en el parlamento. Expresó su intención de convertirse en canciller y su preferencia por una "coalición semáforo" con el FDP y los Verdes. Figuras destacadas de la CDU/CSU, como Michael Kretschmer, declararon que, dado que la CDU/CSU quedó en segundo lugar, no debía formar gobierno.
El FDP y los Verdes, habiendo ganado 210 escaños entre ellos, anunciaron que hablarían por separado antes de decidir a quién apoyar como socio principal de la coalición. El 7 de octubre, luego de concluir esa primera etapa, ambos partidos iniciaron negociaciones formales con el SPD.
Los Verdes y el FDP mantuvieron discusiones dos días después de las elecciones. El 7 de octubre, los dos partidos se reunieron con el SPD para la primera ronda de conversaciones exploratorias, con una segunda ronda el 11 de octubre. El 15 de octubre, el SPD acordó objetivos climáticos más ambiciosos, como habían prometido los Verdes.
El 17 de octubre, los Verdes votaron a favor de entablar conversaciones formales de coalición con el SPD y el FDP. Al día siguiente, el FDP votó a favor de hacer lo mismo.
El nuevo Bundestag prestó juramento oficialmente el 26 de octubre.
El 16 de noviembre, los secretarios generales de los tres partidos de la coalición semáforo (SPD, FDP, Verdes) anunciaron que un documento de acuerdo estaba casi completo, con Scholz para convertirse en canciller, y que los detalles se darían a conocer en algún momento de la próxima semana. El 23 de noviembre, se finalizó un acuerdo para una coalición semáforo. Las tres partes anunciaron una serie de políticas, incluidos planes para eliminar gradualmente la energía del carbón para 2030, ocho años antes del objetivo anterior, así como reducir la edad federal para votar a 16 años, aumentar el salario mínimo a 12 € la hora y reducir las barreras para adquirir la ciudadanía alemana. Annalena Baerbock se convertiría en ministra de Relaciones Exteriores, mientras que Robert Habeck encabezaría un nuevo "superministerio" responsable del clima, la energía y la economía. Christian Lindner se convertiría en Ministro de Finanzas. El congreso del SPD votó con el 98,8% a favor de aprobar el acuerdo el 4 de diciembre, seguido por el FDP con el 92,4% el 5 de diciembre. Los resultados de la votación de miembros de los Verdes se anunciaron el 6 de diciembre, con un 86% de votos a favor de aprobar la coalición.

#### Gobierno Scholz
El gabinete está formado por el canciller Olaf Scholz y dieciséis ministros federales. El SPD tiene ocho posiciones, Alianza 90/Los Verdes cinco y el FDP cuatro.
El SPD aprobó el acuerdo de coalición por 98,8% (598 votos a favor, 7 votos en contra y 3 abstenciones) en la convención federal del partido el 4 de diciembre de 2021.

##### Unión Europea
El Consejo Europeo abordará las reformas internas en sus próximas reuniones con vistas a adoptar, a más tardar en el verano de 2024, unas conclusiones sobre una hoja de ruta de los futuros trabajos.
Comunicado de prensa de diciembre de 2023.

La Conferencia sobre el Futuro de Europa fue un foro de debate y reflexión celebrado entre 2021 y 2022 donde la ciudadanía europea y diversas organizaciones no gubernamentales (ONG) aportaron ideas y opiniones sobre el porvenir institucional de la Unión Europea (UE). Se trató de una iniciativa conjunta del Parlamento Europeo, el Consejo de la Unión y la Comisión Europea, que han dado seguimiento —en sus respectivos ámbitos de competencia— a las recomendaciones formuladas durante el proceso. La Conferencia alcanzó unas conclusiones y aportó sus orientaciones en mayo de 2022.
En 2020, la idea de Emmanuel Macron para una “Conferencia de Reforma” fue adoptada por la Comisión y el Parlamento Europeo. Aunque inicialmente la conferencia debía comenzar ese año, su puesta en marcha fue aplazada como resultado de la pandemia de COVID-19, por lo que su inauguración en Estrasburgo, tuvo lugar el 9 de mayo de 2021. Adicionalmente, un impulso determinante llegó a finales de ese año cuando el gobierno Scholz de Alemania afirmó que se basaría en la conferencia como punto de partida para reformar la UE. Según esta iniciativa, la conferencia debería conducir a un proceso constitucional y, en última instancia, a un Estado federal europeo.
| Los siete objetivos estratégicos de Emmanuel Macron y Olaf Scholz |
| --- |
| «Construir la Unión Europea para la próxima generación» (anuncio conjunto de los mandatarios en enero de 2023) |
| 1. «Invertir más, y ahora, en nuestras fuerzas armadas y en la base de nuestras industrias de defensa». 2. «Reforzar nuestra diversificación de abastecimiento estratégico y nuestras capacidades en áreas críticas [...] convertirnos en el primer continente climáticamente neutro del mundo». 3. «Implementar una estrategia para fortalecer la competitividad industrial europea en un entorno europeo que estimule la competencia y la innovación». 4. «Reforzar el modelo europeo para que el progreso económico y social vaya de la mano de la transición ecológica [...] apoyar a nuestros conciudadanos y permitirles enfrentar los desafíos de la transición ecológica y beneficiarse de ella». 5. «Iniciar la unión de los mercados de capitales y completar la unión bancaria. Los Estados miembros garantizarán su sostenibilidad fiscal [...] priorisando las inversiones para la transición verde y digital [...] serán respaldados por un presupuesto de la UE con recursos propios e inversión en bienes públicos europeos». 6. «Actuar a favor del estado de derecho y las libertades individuales y marcar pautas en el escenario internacional, por ejemplo en el sector digital. Las importaciones a la UE deben cumplir con nuestros estándares de seguridad y derechos humanos, así como con nuestros estándares ambientales y sociales». 7. «Lograr avances rápidos y concretos en el proceso de ampliación de la Unión [...] asegurarnos de que una UE ampliada conserve su capacidad de actuar, con instituciones más eficaces y procesos de toma de decisiones más rápidos, incluso ampliando la votación por mayoría cualificada en el Consejo». |

En desafío a la orden del Tribunal Penal Internacional de La Haya, Scholz fue uno de los pocos jefes de Gobierno europeos que ha declarado públicamente que el primer ministro israelí, Benjamin Netanyahu, no será arrestado por las autoridades si ingresa a territorio alemán.

##### Respuesta a la invasión rusa de Ucrania
El 22 de febrero de 2022, Scholz anunció que Alemania detendría su aprobación del oleoducto Nord Stream 2 en respuesta al reconocimiento por parte de Rusia de las repúblicas separatistas del Dombás. Scholz se pronunció en contra de permitir que la UE desconecte a Rusia del sistema global de pagos interbancarios SWIFT. Sin embargo, el 27 de febrero, en una reunión de emergencia del Bundestag, Scholz pronunció un discurso anunciando un cambio total en la política exterior y militar alemana, incluido el envío de armas a Ucrania y el aumento drástico del presupuesto de defensa de Alemania.